# Юліанський календар
Юліа́нський календа́р, також юлія́нський календа́р, або стари́й стиль — сонячний календар, що містить 365¼ днів в кожному році, тобто 365 днів у році і з додатковим високосним 366-м днем кожен четвертий рік (без винятку). Нині юліанський календар використовують деякі східні та орієнтальні православні церкви, а також бербери. В більшості ж частин Землі використовують григоріанський календар.
Окремим календарем є новоюліанський календар, його використовують 10 з 16 автокефальних східних православних церков, зокрема Православна церква України.
Юліанський календар був запропонований римським консулом Юлієм Цезарем у 46 р. до н. е., він був реформою попереднього римського календаря, переважно місячно-сонячного. Був введений 1 січня 45 р. до н. е. едиктом.
Календар став переважаючим календарем у Римській імперії, а згодом і в більшій частині Західного світу протягом понад 1600 років до 1582 року, коли Папа Римський Григорій XIII оприлюднив незначні зміни, щоб зменшити середню тривалість року з 365,25 дня до 365,2425 дня і, таким чином, виправити дрейф юліанського календаря щодо сонячного року. Всесвітнє прийняття цього переглянутого календаря, який став знаний як григоріанський, відбулося протягом наступних століть, спочатку в католицьких державах, а згодом у протестантських і православних державах християнського світу.
Юліанський календар має два типи року: звичайний рік із 365 днів і високосний рік із 366 днів. Вони дотримуються простого циклу з трьох нормальних років та одного високосного року, що дає середню тривалість року 365,25 дня. Це більше, ніж фактичне значення сонячного року, що становить приблизно 365,2422 дня (поточне значення, що варіюється), що означає, що юліанський календар додає один день кожні 129 років. Іншими словами, за юліанським календарем кожні 400 років додається 3,1 дня, а за григоріанським календарем за той же час додається 0,1 дня. Для будь-якої даної події в період з 1901 по 2099 рік її дата за юліанським календарем на 13 днів відстає від відповідної дати за григоріанським календарем (наприклад, у XX-XXI століттях 1 січня за юліанським календарем припадає на 14 січня за григоріанським календарем).

## Історія
Свого часу Гай Юлій Цезар із цього приводу пожартував: «Римляни завжди перемагають, але ніколи не знають, коли це трапилося». Спираючись на поради грецького астронома Созігена (Sosigenes) та щоб домогтися того, аби певні астрономічні події на зразок весняного та осіннього рівнодення відбувалися щороку в певний цілком визначений день, Цезар узгодив тривалість року із сонячним календарем, тобто встановив, що рік триває 365 із чвертю доби (365.25). Четвертинки діб враховувалися так: кожного четвертого року до календаря додавалася ще одна доба, і тривалість місяця лютого ставала не 28, а 29 діб.
Ім'я Цезаря вшановано в латинській назві сьомого місяця (тодішнього п'ятого) — Julius. Пізніше, Октавіан Август виправив конструкцію високосного року, і восьмий місяць на його честь названо Augustus. А щоб не осоромитися перед імператором-попередником, місяць серпень Augustus також отримав 31-й день, який взяли з кінця року — 29/30 лютого. Таким чином лютий вкоротився й став тривати 28 днів звичайного року й 29 високосного. 325 року Перший Нікейський собор затвердив цей календар як обов'язковий для всіх християнських країн.
Але юліанський рік тривалістю в 365 днів і 6 годин довший за астрономічний сонячний рік (365,2422 дня, або 365 днів, 5 годин, 48 хвилин і 46 секунд) на 11 хвилин 14 секунд. Різниця становить близько 0.0078 дня за рік або близько одного дня за 128 років. За півтора тисячоліття календар знову відставав на десять днів. Що й стало причиною введення в 1582 році григоріанського календаря.

### В Україні
В Україні юліанський календар з'явився разом із Хрещенням Русі князем Володимиром І у 988 році. У цей час у Візантійській імперії запровадили новий-старий календар візантійський календар (календар Східної Римської імперії, що був офіційно затверджений імператором Василем II в 988 році та використовувався аж до падіння імперії в 1453 році). Він збігався з юліанським календарем, відрізняючись лише назвами місяців, переведеними з латинської на грецьку мову.

## Назви місяців
Юліанська реформа не відразу призвела до зміни назв будь-яких місяців. Старий інтеркалярний місяць скасовано та замінено єдиним інтеркалярним днем у той самий момент (тобто за п'ять днів до кінця лютого). Січень і далі залишався першим місяцем року.[джерело?]
| Українська назва | Римська назва       | Транскрипція         | Примітки                                                                    |
| ---------------- | ------------------- | -------------------- | --------------------------------------------------------------------------- |
| Січень           | Januarius           | Януаріус             | Названий на честь дволикого бога Януса                                      |
| Лютий            | Februārius          | Фебруаріус           | Місяць очищення                                                             |
| Березень         | Mārtius             | Мартіус              | Названий на честь бога війни Марса (перший місяць року)                     |
| Квітень          | Aprīlis             | Апріліс              | Ймовірно, отримав назву від слова «апрікус» — «той, що зігрівається сонцем» |
| Травень          | Maius               | Маюс                 | Названий на честь богині Маї                                                |
| Червень          | Junius              | Юніус                | Названий на честь богині Юнони                                              |
| Липень           | Julius (Quintilis)  | Юліус (Квінтіліс)    | Названий на честь Юлія Цезаря (початково «п'ятий»)                          |
| Серпень          | Augustus (Sextilis) | Аугустус (Секстіліс) | Названий на честь імператора Октавіана Августа (початково «шостий»)         |
| Вересень         | Septem              | Септембер            | З латинської перекладається як «сьомий»                                     |
| Жовтень          | October             | Октобер              | З латинської перекладається як «восьмий»                                    |
| Листопад         | November            | Новембер             | З латинської перекладається як «дев'ятий»                                   |
| Грудень          | December            | Децембер             | З латинської перекладається як «десятий»                                    |

### Римські
Пізніше римляни перейменували місяці на честь Юлія Цезаря та Августа, перейменувавши Квінтіліс на «Юлій» (липень) у 44 р. до н. е., а Секстиліс на «Август» (серпень) у 8 р. до н. е. Квінтіліс був перейменований на честь Цезаря, оскільки це був місяць його народження. Згідно з консультацією сенату, цитованою Макробієм, Секстиліс був перейменований на честь Августа, оскільки кілька найважливіших подій у його приході до влади, кульмінацією яких стало падіння Александрії, відбулися в цьому місяці.
Інші місяці були перейменовані іншими імператорами, але, очевидно, жодна з пізніших змін не збереглася після їх смерті. 37 року нашої ери Калігула перейменував вересень на «Германікус» на честь свого батька; у 65 році нашої ери Нерон перейменував квітень на «Нероней», травень — на «Клавдій», а червень — на «Германік»; а в 84 році нашої ери Доміціан перейменував вересень на «Germanicus», а жовтень на «Domitianus». Коммод був унікальним у перейменуванні всіх дванадцяти місяців за своїми прийнятими іменами (з січня по грудень): «Амазоній», «Інвиктус», «Фелікс», «Пій», «Луцій», «Елій», «Аврелій», «Коммод», «Август», «Геркулей», «Роман» і «Ексуператорій». Кажуть, що імператор Тацит наказав перейменувати вересень, місяць його народження та вступу на престол, але ця історія сумнівна, оскільки він не став імператором раніше листопада 275 року. Подібні почесні назви місяців були впроваджені в багатьох провінційних календарях, які були узгоджені з юліанським календарем.
Були запропоновані інші зміни назви, але так і не були реалізовані. Тіберій відхилив пропозицію сенату перейменувати вересень на «Тіберій», а жовтень — на «Лівій» на честь своєї матері Лівії. Антонін Пій відхилив сенатський указ про перейменування вересня на «Антонін», а листопад на «Фаустина» на честь його імператриці.

### Германські
Давньоверхньонімецькі назви, запроваджені Карлом І Великим, були набагато довговічнішими, ніж ефемерні назви місяців римських імператорів після Августа. За словами його біографа, Карл Великий перейменував усі сільськогосподарські місяці на німецькі. Ці назви використовували до 15-го століття, понад 700 років після його правління, і далі, з деякими змінами, використовували як «традиційні» назви місяців до кінця 18-го століття. Назви (з січня по грудень) були: Wintarmanoth («місяць зими»), Hornung, Lentzinmanoth («весняний місяць», «місяць Великого посту»), Ostarmanoth («місяць Великодня»), Wonnemanoth («місяць радості», спотворення Winnimanoth «місяць пасовища»), Brachmanoth («місяць перелогу»), Heuuimanoth («місяць сіна»), Aranmanoth («місяць збирання»), Witumanoth («місяць деревини»), Windumemanoth («місяць урожаю»), Herbistmanoth («місяць врожаю») і Heilagmanoth («священний місяць»).

### Східна Європа
Назви календарних місяців, які використовували у Західній і Північній Європі, у Візантії та берберами, походять від латинських назв. Однак у Східній Європі старі назви сезонних місяців і далі використовували у XIX столітті, а в деяких випадках і досі використовують у багатьох мовах, зокрема: білоруській, болгарській, хорватській, чеській, фінській, грузинській, литовській, македонській, польській, румунській, словенській, українській. Коли Османська імперія прийняла юліанський календар у формі календаря Румі, назви місяців відображали османську традицію.

## Нумерація років
Основний метод, який застосовували римляни для визначення року для цілей датування, полягав у тому, щоб назвати його на честь двох консулів, які обійняли посаду в цьому році, однойменний період був консульським роком. Починаючи з 153 року до нашої ери, консули почали вступати на посаду 1 січня, таким чином синхронізуючи початок консульського та календарного років. Календарний рік починався в січні і закінчувався в грудні приблизно з 450 року до н. е. за Овідієм або приблизно з 713 року до н. е. за Макробієм і Плутархом (див. Римський календар). Юлій Цезар не змінив початку ні консульського, ні календарного року. Окрім консульських років, римляни іноді використовували рік правління імператора, і до кінця 4-го століття документи також датувалися відповідно до 15-річного циклу індикту. 537 року Юстиніан вимагав, щоб відтепер дата включала ім’я імператора та рік його правління, крім індикту та консула, дозволяючи також використовувати місцеві ери.
У 309 і 310 роках, а також час від часу після цього, консули не призначалися. Коли це траплялося, дата консульства враховувала кількість років з моменту останнього консула (так зване «постконсульське» датування). Після 541 року лише правлячий імператор займав консульство, як правило, лише протягом одного року свого правління, тому датування після консульства стало нормою. Подібні постконсульські дати також були відомі на заході на початку 6 ст. Система консульського датування, яка давно застаріла, була офіційно скасована в кодексі законів Лева VI, виданому в 888 році.
Лише рідко римляни нумерували рік від заснування міста (Рима), ab urbe condita (AUC). Цей метод використовували римські історики для визначення кількості років від однієї події до іншої, а не для датування року. Різні історики вказували різні дати заснування. Капітолійський напис, який містить офіційний список консулів і був опублікований Августом, використовував епоху 752 року до нашої ери. Епоха, використана Варроном, 753 р. до н. е., була прийнята сучасними істориками. Справді, редактори епохи Відродження часто додавали його до рукописів, які вони публікували, створюючи хибне враження, що римляни рахували свої роки. Більшість сучасних істориків мовчазно припускають, що це почалося в день, коли консули вступили на посаду, і старовинні документи, такі як Fasti Capitolini, які використовують інші системи AUC, роблять це таким же чином. Однак Цензорін, який писав у III столітті нашої ери, стверджує, що в його часи рік AUC починався з Парілій, які відзначалися 21 квітня, що вважалося справжньою річницею заснування Риму.
Багато місцевих ер, таких як ера Акцій та іспанська ера, були прийняті для юліанського календаря або його місцевого еквівалента в провінціях і містах Римської імперії. Деякі з них використовували протягом тривалого часу. Мабуть, найвідомішою є Ера мучеників, яку іноді також називають Anno Diocletiani (на честь Діоклетіана), яка була пов’язана з александрійським календарем і яку часто використовували александрійськиі християни для нумерації своїх Пасх протягом 4-го і 5-го століть, і далі використовують коптська та ефіопська церкви.
У східному Середземномор’ї зусилля християнських хронографів, таких як Анніан Олександрійський, щоб датувати біблійне створення світу, призвели до введення епох Anno Mundi, заснованих на цій події. Найважливішим із них був Etos Kosmou, який використовували в усьому візантійському світі з 10-го століття та в Росії до 1700 року. На заході королівства, що прийшли на спадок імперії, спочатку використовували індикти та роки правління, окремо чи разом. Літописець Проспер з Аквітанії в V столітті використовував еру, датовану Страстями Христовими, але ця ера не була широко прийнята. Діонісій Ексігус запропонував систему Anno Domini у 525 році. Ця епоха поступово поширилася західним християнським світом, коли цю систему прийняв Беда у восьмому столітті.
Юліанський календар також використовували у деяких мусульманських країнах. У календарі Румі, юліанському календарі, що використовували в останні роки існування Османської імперії, прийнята ера, отримана з місячного року хіджри, еквівалентного 1840 року нашої ери, тобто чинна епоха Румі була 585 року нашої ери. Останніми роками деякі користувачі берберського календаря прийняли еру, що починається в 950 році до нашої ери, приблизну дату приходу до влади в Єгипті лівійського фараона Шешонка I.

## День нового року
Римський календар починав рік 1 січня, і це залишилося початком року після юліанської реформи. Однак навіть після того, як місцеві календарі були узгоджені з юліанським, новий рік починався в інші дати. Олександрійський календар в Єгипті починався 29 серпня (30 серпня після александрійського високосного року). Кілька місцевих провінційних календарів були узгоджені з днем народження Августа, 23 вересня. Індикт спричинив початок візантійського року, який використовував юліанський календар, 1 вересня; цю дату досі використовують у Східній православній церкві як початок літургійного року. Коли юліанський календар був прийнятий у 988 році нашої ери Володимиром I Київським, рік був пронумерований Anno Mundi 6496, починаючи з 1 березня, через шість місяців після початку візантійського Anno Mundi року з таким же номером. 1492 року великий князь московський Іван III, згідно з візантійською церковною традицією, переніс початок року на 1 вересня.
В англосаксонській Англії рік найчастіше починався 25 грудня, що, як (приблизно) зимове сонцестояння, позначало початок року в язичницькі часи, хоча 25 березня (рівнодення) іноді документально згадується в 11 столітті. Іноді початком року вважали 24 вересня, початок так званого «західного індикту», запровадженого Бедою. Ці звичаї змінилися після норманського завоювання. З 1087 по 1155 рік англійський рік починався 1 січня, а з 1155 по 1751 рік — 25 березня. У 1752 році його перенесли на 1 січня. (Див. Закон про календар (новий стиль) 1750 р.).
Ще до 1752 року 1 січня іноді вважалося початком нового року – наприклад, Пепіс, тоді як «рік, який починався 25 березня, називався цивільним або правовим роком». Щоб зменшити непорозуміння щодо дати, нерідко дату між 1 січня та 24 березня записували як «1661/62». Це мало пояснити читачеві, що рік 1661, починаючи з березня, і 1662, починаючи з січня, як початок року.
| Держава                                                     | Початок року 1 січня | Прийняття нового календаря |
| ----------------------------------------------------------- | -------------------- | -------------------------- |
| Священна Римська імперія                                    | 1544                 | 1582                       |
| Іспанія, Португалія                                         | 1556                 | 1582                       |
| Пруссія, Данія-Норвегія                                     | 1559                 | 1700                       |
| Швеція                                                      | 1559                 | 1753                       |
| Франція                                                     | 1567                 | 1582                       |
| Австрійські Нідерланди                                      | 1576                 | 1582                       |
| Лотарингія                                                  | 1579                 | 1760                       |
| Голландія, Зеландія                                         | 1583                 | 1582                       |
| Нідерландська республіка, за винятком Голландії та Зеландії | 1583                 | 1700                       |
| Шотландське королівство                                     | 1600                 | 1752                       |
| Білорусь, Росія, Україна                                    | 1700                 | 1918                       |
| Тоскана                                                     | 1750                 | 1582                       |
| Британська імперія за винятком Шотландії                    | 1752                 | 1752                       |
| Венеційська республіка                                      | 1522                 | 1582                       |
| Сербія                                                      | 1804[джерело?]       | 1918                       |
| Османська імперія                                           | 1918                 | 1917                       |

## Заміна на григоріанський календар
Юліанський календар як цивільний був замінений григоріанським календарем у всіх країнах, які його офіційно використовували. Туреччина змінила (для фіскальних цілей) 16 лютого/1 березня 1917 року. Росія змінила 1/14 лютого 1918 року. Греція зробила зміну для цивільних цілей 16 лютого/1 березня 1923 року, але національний день (25 березня) мав залишитися за старим календарем. Більшість християнських конфесій на заході та територіях, проповідуваних західними церквами, змінили свої літургійні календарі на григоріанський, щоб узгодити їх із цивільним календарем.
Календар, подібний до юліанського, александрійський календар, є основою для етіопського календаря, який досі є цивільним календарем Етіопії. Єгипет перейшов з александрійського календаря на григоріанський 1 лютого 1592 року/11 вересня 1875 року.
Під час переходу між календарями та деякий час після цього в документах використовували подвійне датування, яке давало дату за обома системами. Як у тодішніх, так і в сучасних текстах, що описують події періоду змін, прийнято уточнювати, до якого календаря відноситься певна дата, використовуючи O.S. або N.S. суфікс (позначає старий стиль, юліанський або новий стиль, григоріанський).

### Історія переходів

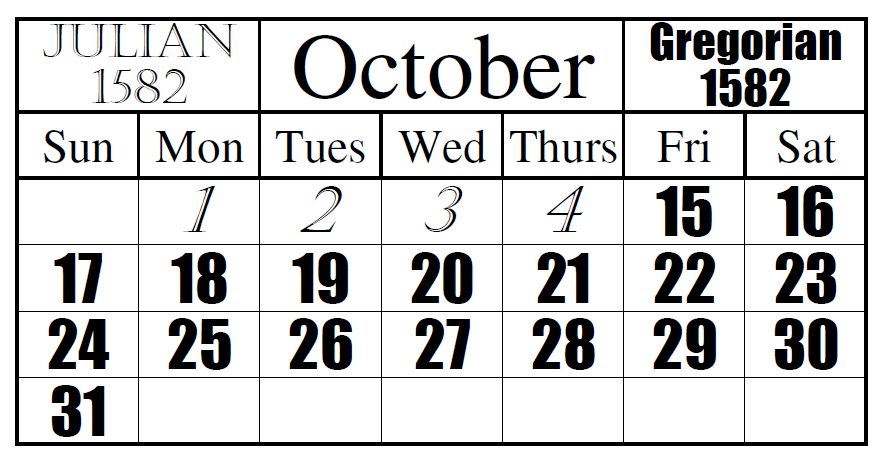
Це наочний приклад офіційної зміни дати з юліанського календаря на григоріанський.

У 1582 році, коли папа Григорій XIII оприлюднив григоріанський календар, реформа була потрібна, тому що додано занадто багато високосних днів щодо астрономічних сезонів за юліанською схемою. У середньому астрономічні сонцестояння та рівнодення зсуваються на 10,8 хвилин на рік порівняно з юліанським роком. У результаті 21 березня (базова дата для обчислення дати Великодня) поступово відійшло від березневого рівнодення.
Хоча Гіппарх і, ймовірно, Созіген знали про розбіжність (хоча й не про її правильне значення), вона, очевидно, вважалася маловажливою під час реформи Юлія Цезаря (46 до н. е.). Однак з часом вона значно накопичилася: збільшувалася на день кожні 128 років. До 1582 року 21 березня було на десять днів не узгоджено з березневим рівноденням, датою, яка, за підрахунками, була в 325 році, році Нікейського собору.
Оскільки юліанський і григоріанський календарі довгий час використовували одночасно, хоча й у різних місцях, календарні дати в перехідний період часто неоднозначні, якщо не вказано, який саме календар використовували. У деяких випадках можна використовувати подвійні дати, по одній у кожному календарі. Позначення «старий стиль» іноді використовують для позначення дати в юліанському календарі, на відміну від «нового стилю», який або представляє юліанську дату з початком року як 1 січня, або дату за григоріанським календарем. Це позначення використовують для уточнення дат у країнах, які й далі використовували юліанський календар після григоріанської реформи, наприклад Сполучене Королівство Великої Британії та Ірландії, яке перейшло на реформований календар лише в 1752 році, або Росія, яка не перейшла до 1918 року (див. радянський революційний календар). Ось чому російська революція 7 листопада 1917 року знана як Жовтневий переворот, оскільки почалася 25 жовтня.

#### Україна
На теренах України у складі Речі Посполитої з 1582 р. у документах застосовували григоріанський календар до входження в склад Московії у XVII ст., крім Волині, Галичини та Правобережжя. Перехід на григоріанський календар в Українській Народній Республіці відбувся 16 лютого 1918 року — цей день стали вважати 1 березня 1918 року, відповідно до Закону Малої ради «Про заведення на Україні числення часу по новому стилю і перевод годинників на середнє-европейський час», який ухвалено 12 лютого 1918 року в Коростені.

## Різниця між юліанським та григоріанським календарями
- XVI століття +10 днів
- XVII століття +10 днів
- XVIII століття +11 днів
- XIX століття +12 днів
- XX століття +13 днів
- XXI століття +13 днів
- XXII століття +14 днів…

Якщо додатково «продовжити» григоріанський календар в часі назад (раніше 15 жовтня 1582), то отримаємо таку таблицю відповідності періодів двох календарів:
| Різниця, днів | Період (за юліанським календарем) | Період (за григоріанським календарем) |
| ------------- | --------------------------------- | ------------------------------------- |
| -2            | 1 березня 4 — 29 лютого 100       | 28 лютого 4 — 27 лютого 100           |
| -1            | 1 березня 100 — 29 лютого 200     | 28 лютого 100 — 28 лютого 200         |
| 0             | 1 березня 200 — 28 лютого 300     | 1 березня 200 — 28 лютого 300         |
| 1             | 29 лютого 300 — 28 лютого 500     | 1 березня 300 — 1 березня 500         |
| 2             | 29 лютого 500 — 28 лютого 600     | 2 березня 500 — 2 березня 600         |
| 3             | 29 лютого 600 — 28 лютого 700     | 3 березня 600 — 3 березня 700         |
| 4             | 29 лютого 700 — 28 лютого 900     | 4 березня 700 — 4 березня 900         |
| 5             | 29 лютого 900 — 28 лютого 1000    | 5 березня 900 — 5 березня 1000        |
| 6             | 29 лютого 1000 — 28 лютого 1100   | 6 березня 1000 — 6 березня 1100       |
| 7             | 29 лютого 1100 — 28 лютого 1300   | 7 березня 1100 — 7 березня 1300       |
| 8             | 29 лютого 1300 — 28 лютого 1400   | 8 березня 1300 — 8 березня 1400       |
| 9             | 29 лютого 1400 — 28 лютого 1500   | 9 березня 1400 — 9 березня 1500       |
| 10            | 29 лютого 1500 — 28 лютого 1700   | 10 березня 1500 — 10 березня 1700     |
| 11            | 29 лютого 1700 — 28 лютого 1800   | 11 березня 1700 — 11 березня 1800     |
| 12            | 29 лютого 1800 — 28 лютого 1900   | 12 березня 1800 — 12 березня 1900     |
| 13            | 29 лютого 1900 — 28 лютого 2100   | 13 березня 1900 — 13 березня 2100     |
| 14            | 29 лютого 2100 — 28 лютого 2200   | 14 березня 2100 — 14 березня 2200     |
| 15            | 29 лютого 2200 — 28 лютого 2300   | 15 березня 2200 — 15 березня 2300     |
| 16            | 29 лютого 2300 — 28 лютого 2500   | 16 березня 2300 — 16 березня 2500     |

Оскільки невідомо, чи був 4 р.н. е. за юліанським календарем високосним (у зв'язку з неправильним визначенням римськими жерцями перших після 45 до н. е. високосних років календаря і календарними реформами Августа, що були покликані виправити це), неможливо встановити точну відповідність між календарями в період до 27 лютого 4 р.н.е. Якщо 4 р.н. е. був високосним, то 27 лютого за григоріанським календарем відповідає 29 лютого за юліанським (і матимемо все ті ж −2 дні різниці), а якщо звичайним (найбільш ймовірно) — то 28 лютого за юліанським календарем (−1 день різниці). У першому випадку 1 січня 1 р.н. е. за юліанським календарем припадає на суботу, а в другому — на неділю.

## Сучасне використання

### Східне православ'я

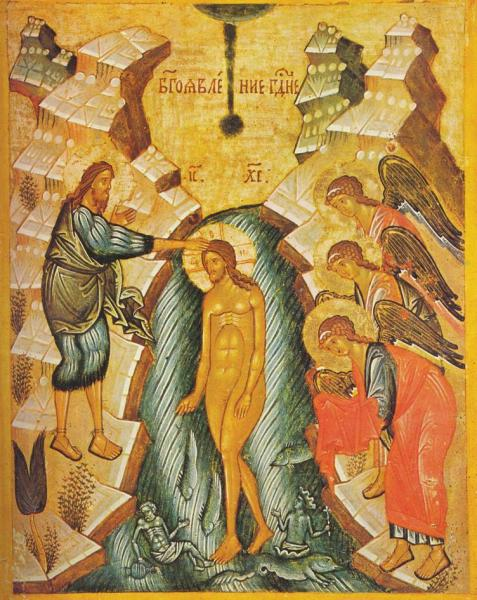
Російська ікона Богоявлення (хрещення Ісуса Іваном Хрестителем) (6 січня), найвище свято, яке відбувається в постійному циклі східно-православного літургійного календаря.

Хоча більшість східних православних країн (більшість із них у східній чи південно-східній Європі) прийняли григоріанський календар до 1924 року, їхні національні церкви цього не зробили. Новоюліанський календар був схвалений Константинопольським собором у травні 1923 року, і складався з сонячної частини, яка була й буде ідентичною григоріанському календарю до 2800 року, і місячної частини, яка обчислювала Великдень астрономічно за юліанським календарем. Усі східні православні церкви відмовилися прийняти місячну частину григоріанського календаря, крім Православної церкви Фінляндії (Естонська православна церква також була винятком з 1923 по 1945 рік), тому всі православні церкви й далі святкують Великдень за юліанським календарем.
Православні церкви Ізраїля, Росії, Українська православна церква (Московський патріархат), Молдовська православна церква (Московський патріархат), Білоруська православна церква (Московський патріархат), Сербії, Чорногорії, Польщі (повернулась 15 червня 2014 року), Північної Македонії, Грузії, а також грецькі й українські старостильники та інші групи й далі використовують юліанський календар, тому вони святкують Різдво 25 грудня за юліанським календарем (це 7 січня за григоріанським календарем до 2100 року). Крім того, його дотримуються деякі монастирі й парафії та в інших країнах Європи, а також в Америці, монастирі та інші установи Афона (Вселенський патріархат Константинополя).
Українська автокефальна православна церква в діаспорі (Вселенський патріархат Константинополя), Православний український вікаріат у Румунії (Румунська православна церква). Станом на 2009 рік вікаріат налічував 32 парафії та 3 монастирі, чисельність вірян близько 52 тис.
Російська православна церква має деякі парафії на Північній Буковині та Заході, які святкують Різдво 25 грудня за григоріанським календарем до 2799 року.[джерело?]
Також 24 травня 2023 року Православна церква України ухвалила рішення щодо використання новоюліанського календаря для святкування неперехідних свят, частково у зв'язку із вторгненням Росії до України.

#### Дата Великодня
Хоча більшість церков Східної православної Церкви прийняли новоюліанський календар, вони досі використовують юліанський календар для обчислення дати Великодня (крім Православної церкви Фінляндії), від якого залежить час решти рухомих свят.

### Католицтво
Юліанський календар використовує Російська греко-католицька церква, що належить до двадцяти трьох Східних католицьких церков.

### Орієнтальні церкви
Єрусалимський вірменський патріархат використовує юліанський календар, тоді як решта Вірменської апостольської церкви григоріанський календар. Обидві відзначають Різдво Христове як частину свята Богоявлення за своїм календарем: Єрусалимський вірменський патріархат відзначає Різдво Христове 19 січня відповідно до григоріанського календаря (тобто 6 січня за юліанським календарем), а власне Вірменська апостольська церква відзначає Різдво Христове 6 січня за григоріанським календарем.
Ефіопська православна церква Тевахедо, Етіопська католицька церква, Еритрейська православна церква Тевахедо та Еритрейська католицька церква використовують ефіопський календар, а Коптська православна церква Александрії коптський календар. Слід зазначити, що як і ефіопський, так і коптський календарі збігаються з юліанським.

### Церква Сходу
Давня церква Сходу, східно-сирійський обряд, який зазвичай неправильно класифікують як «східно-православний», використовує юліанський календар, тобто віряни святкують Різдво Христове у XX—XXI століттях 7 січня за григоріанським календарем (тобто 25 грудня за юліанським календарем). Ассирійська церква Сходу, церква, від якої вона відкололася в 1968 році (однією з причин була заміна традиційного юліанського календаря на григоріанський), використовує григоріанський календар з року розколу.

### Бербери
Юліанський календар досі використовують бербери Магрибу у формі берберського календаря.

## Зауваження
1. ↑  The source has Germany, whose current area during the sixteenth century was a major part of the Holy Roman Empire, a religiously divided confederation. The source is unclear as to whether all or only parts of the country made the change. In general, Roman Catholic countries made the change a few decades before Protestant countries did.
2. ↑  Раніше починався 25 грудня, за можливими винятками
3. ↑  Швеція почала процес перетворення в 1700 році, який був залишений пізніше того ж року через Велику Північну війну, і в 1712 році повернувся до юліанського календаря. 1753 року Швеція перейшла на григоріанський календар.
4. ↑  Раніше починався у Великодню неділю, за кількома винятками, наприклад у Ліоні 25 грудня та у Відні 25 березня
5. ↑  Раніше розпочався 25 березня з 1155 року
6. ↑  Раніше починався 1 березня з 988 до 1492 року та 1 вересня з 1492 року
7. ↑  Раніше розпочався 25 березня з 1155 року
8. ↑  1751 рік в Англії тривав лише з 25 березня по 31 грудня. Дати з 1 січня по 24 березня, які завершувалися 1751 роком за старим календарем, стали частиною 1752 року, коли початок нумерованого року змінили з 25 березня на 1 січня.
9. ↑  Раніше починався 1 березня
10. ↑  Часто стверджується, що Туреччина прийняла григоріанський календар у 1926 або 1927 році: фактично тоді вона прийняла епоху нашої ери/н.е.